# Rhaconotus sinuatus
Rhaconotus sinuatus är en stekelart som beskrevs av Granger 1949. Rhaconotus sinuatus ingår i släktet Rhaconotus och familjen bracksteklar. Inga underarter finns listade i Catalogue of Life.